# Contee del Dakota del Nord

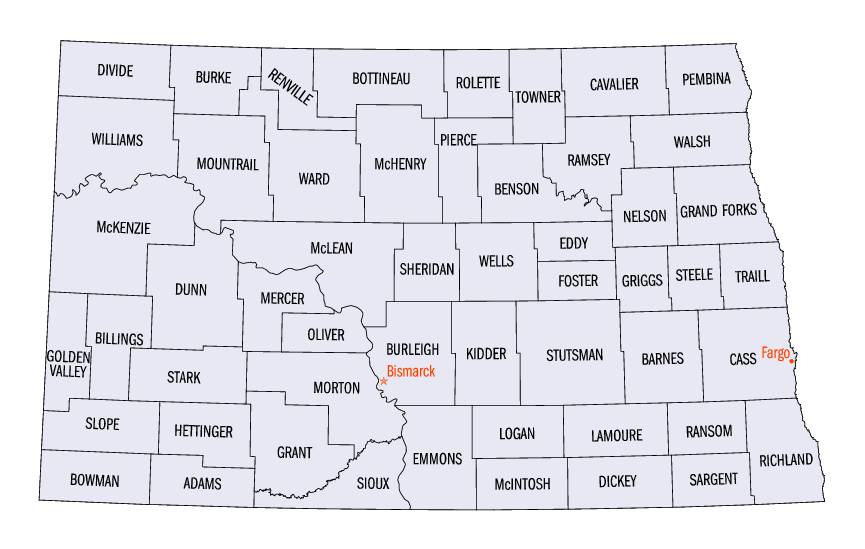
Cartina del Dakota del Nord con la divisione in contee

La seguente lista elenca le 53 contee del Dakota del Nord, USA.
1. Contea di Adams
2. Contea di Barnes
3. Contea di Benson
4. Contea di Billings
5. Contea di Bottineau
6. Contea di Bowman
7. Contea di Burke
8. Contea di Burleigh
9. Contea di Cass
10. Contea di Cavalier
11. Contea di Dickey
12. Contea di Divide
13. Contea di Dunn
14. Contea di Eddy
15. Contea di Emmons
16. Contea di Foster
17. Contea di Golden Valley
18. Contea di Grand Forks
19. Contea di Grant
20. Contea di Griggs
21. Contea di Hettinger
22. Contea di Kidder
23. Contea di LaMoure
24. Contea di Logan
25. Contea di McHenry
26. Contea di McIntosh
27. Contea di McKenzie
28. Contea di McLean
29. Contea di Mercer
30. Contea di Morton
31. Contea di Mountrail
32. Contea di Nelson
33. Contea di Oliver
34. Contea di Pembina
35. Contea di Pierce
36. Contea di Ramsey
37. Contea di Ransom
38. Contea di Renville
39. Contea di Richland
40. Contea di Rolette
41. Contea di Sargent
42. Contea di Sheridan
43. Contea di Sioux
44. Contea di Slope
45. Contea di Stark
46. Contea di Steele
47. Contea di Stutsman
48. Contea di Towner
49. Contea di Traill
50. Contea di Walsh
51. Contea di Ward
52. Contea di Wells
53. Contea di Williams